# Banjos Likørstue
Banjos Likørstue var en satire-gruppe bestående af Simon Jul Jørgensen og Jan Elhøj, kendt for deres grænsesøgende humor.
Gruppen begyndte sit arbejde med et radioprogram på DR's P3 i 1999, men blev efter succes med numre som "Køre på Pikken" og "Ud og cruize (Perker-rap)" til et tv-program på DR2 med samme navn, der kørte to sæsoner (25 afsnit i alt).
"Perker-rap" nummeret dannede desuden baggrund for webspillet Perker-spillet (no), der udløste en del offentlig debat i danske medier, omkring grænser for humor. Efter en række klager omdøbte DR spillet til "Mujaffa-spillet".
Banjos Likørstue udgav i 2000 cd'en "Gi'r Du Et Kys" (Universal / DR Multimedie) med en række musiknumre, telefonfis og sketches, og i 2003 en DVD/VHS med highlights fra tv-programmerne (Sony Music / DR Multimedie).
Banjos Likørstue var det første i en række af satireprogrammer produceret af DR's ungdomsredaktion, DR-Ung. Af DRs hjemmeside fremgik det i en lang periode, at Banjos Likørstue var det program, der historisk set havde fået flest seerklager per udsendelse.